# Ronde van Frankrijk 2012/Eindstanden
Deze pagina geeft de eindstanden van het algemeen klassement van de Ronde van Frankrijk 2012. Daarnaast wordt de top 10 van het berg-, punten-, en jongerenklassement vermeld. Ook de hoogst geëindigde Belg en Nederlander wordt genoemd indien deze niet in top 10 is geëindigd. Verder wordt de strijdlustigste renner vermeld.

## Algemeen klassement
| plaats | renner                | land                | ploeg                   | tijd        |
| ------ | --------------------- | ------------------- | ----------------------- | ----------- |
|        | Bradley Wiggins       | Verenigd Koninkrijk | Team Sky                | 87h34'42"   |
| 2      | Chris Froome          | Verenigd Koninkrijk | Team Sky                | op 03'21"   |
| 3      | Vincenzo Nibali       | Italië              | Liquigas-Cannondale     | op 06'19"   |
| 4      | Jurgen Van den Broeck | België              | Lotto-Belisol           | op 10'15"   |
| 5      | Tejay van Garderen    | Verenigde Staten    | BMC Racing Team         | op 11'04"   |
| 6      | Haimar Zubeldia       | Spanje              | RadioShack-Nissan       | op 15'41"   |
| 7      | Cadel Evans           | Australië           | BMC Racing Team         | op 15'49"   |
| 8      | Pierre Rolland        | Frankrijk           | Team Europcar           | op 16'26"   |
| 9      | Janez Brajkovič       | Slovenië            | Astana Pro Team         | op 16'33"   |
| 10     | Thibaut Pinot         | Frankrijk           | FDJ                     | op 17'17"   |
| 11     | Andreas Klöden        | Duitsland           | RadioShack-Nissan       | op 17'54"   |
| 12     | Nicolas Roche         | Ierland             | AG2R-La Mondiale        | op 19'33"   |
| 13     | Chris Horner          | Verenigde Staten    | RadioShack-Nissan       | op 19'55"   |
| 14     | Chris Anker Sorensen  | Denemarken          | Team Saxo Bank          | op 25'27"   |
| 15     | Denis Mensjov         | Rusland             | Katusha                 | op 27'22"   |
| 16     | Maxime Monfort        | België              | RadioShack-Nissan       | op 28'30"   |
| 17     | Egoi Martinez         | Spanje              | Euskaltel-Euskadi       | op 31'46"   |
| 18     | Rui Costa             | Portugal            | Team Movistar           | op 37'03"   |
| 19     | Edoeard Vorganov      | Rusland             | Katusha                 | op 38'16"   |
| 20     | Alejandro Valverde    | Spanje              | Team Movistar           | op 42'26"   |
| 21     | Jérôme Coppel         | Frankrijk           | Saur-Sojasun            | op 45'43"   |
| 22     | Sandy Casar           | Frankrijk           | FDJ                     | op 46'52"   |
| 23     | Michael Rogers        | Australië           | Team Sky                | op 52'52"   |
| 24     | Michele Scarponi      | Italië              | Lampre-ISD              | op 58'37"   |
| 25     | Ivan Basso            | Italië              | Liquigas-Cannondale     | op 59'44"   |
| 26     | Thomas Voeckler       | Frankrijk           | Team Europcar           | op 1u04'41" |
| 27     | Peter Velits          | Slowakije           | Omega Pharma-Quick Step | op 1u05'10" |
| 28     | Laurens ten Dam       | Nederland           | Rabobank                | op 1u05'39" |
| 29     | Jelle Vanendert       | België              | Lotto-Belisol           | op 1u08'26" |
| 30     | Juan José Cobo        | Spanje              | Team Movistar           | op 1u09'19" |

## Nevenklassementen
| Puntenklassement |                      |                     |        |
| Plaats           | Naam                 | Ploeg               | Punten |
| Groene trui      | Peter Sagan          | Liquigas-Cannondale | 421    |
| 2                | André Greipel        | Lotto-Belisol       | 280    |
| 3                | Matthew Goss         | Orica-GreenEdge     | 266    |
| 4                | Mark Cavendish       | Team Sky            | 220    |
| 5                | Edvald Boasson Hagen | Team Sky            | 160    |
| 6                | Bradley Wiggins      | Team Sky            | 144    |
| 7                | Chris Froome         | Team Sky            | 126    |
| 8                | Luis León Sánchez    | Rabobank            | 104    |
| 9                | Juan José Haedo      | Team Saxo Bank      | 102    |
| 10               | Cadel Evans          | BMC Racing Team     | 100    |
|                  |                      |                     |        |
| 48               | Steven Kruijswijk    | Rabobank            | 42     |

| Bergklassement |                      |                   |        |
| Plaats         | Naam                 | Ploeg             | Punten |
| Bolletjestrui  | Thomas Voeckler      | Team Europcar     | 135    |
| 2              | Fredrik Kessiakoff   | Astana Pro Team   | 123    |
| 3              | Chris Anker Sorensen | Team Saxo Bank    | 77     |
| 4              | Pierre Rolland       | Team Europcar     | 63     |
| 5              | Alejandro Valverde   | Team Movistar     | 51     |
| 6              | Chris Froome         | Team Sky          | 48     |
| 7              | Egoi Martinez        | Euskaltel-Euskadi | 43     |
| 8              | Thibaut Pinot        | FDJ               | 40     |
| 9              | Brice Feillu         | Saur-Sojasun      | 38     |
| 10             | Daniel Martin        | Team Garmin-Sharp | 34     |

| Jongerenklassement |                      |                             |             |
| Plaats             | Naam                 | Ploeg                       | Tijd        |
| Witte trui         | Tejay van Garderen   | BMC Racing Team             | 87u45'51"   |
| 2                  | Thibaut Pinot        | FDJ                         | op 06'13"   |
| 3                  | Steven Kruijswijk    | Rabobank                    | op 1u05'48" |
| 4                  | Rein Taaramae        | Cofidis, le crédit en ligne | op 1u16'48" |
| 5                  | Gorka Izagirre       | Euskaltel-Euskadi           | op 1u21'15" |
| 6                  | Rafael Valls         | Vacansoleil-DCM             | op 1u26'53" |
| 7                  | Peter Sagan          | Liquigas-Cannondale         | op 1u27'33" |
| 8                  | Dominik Nerz         | Liquigas-Cannondale         | op 1u31'08" |
| 9                  | Edvald Boasson Hagen | Team Sky                    | op 1u41'30" |
| 10                 | Davide Malacarne     | Team Europcar               | op 1u46'41" |
|                    |                      |                             |             |
| 12                 | Romain Zingle        | Cofidis, le crédit en ligne | op 2u30'40" |

| Strijdlustigste renner |                      |                |
|                        | Naam                 | Ploeg          |
|                        | Chris Anker Sorensen | Team Saxo Bank |

Proloog ·
1e etappe ·
2e etappe ·
3e etappe ·
4e etappe ·
5e etappe ·
6e etappe ·
7e etappe ·
8e etappe ·
9e etappe ·
10e etappe ·
11e etappe ·
12e etappe ·
13e etappe ·
14e etappe ·
15e etappe ·
16e etappe ·
17e etappe ·
18e etappe ·
19e etappe ·
20e etappe
Startlijst · Eindstanden · Afbeeldingen